# Fred K. Prieberg
Fred K. Prieberg (3 de juny, 1928, Berlín - 28 de març, 2010, Neuried-Ichenheim) va ser un musicòleg alemany.
Prieberg estudià musicologia, història de l'art i psicologia a Freiburg im Breisgau, i des de 1953 treballà com a crític musical a Südwestfunk. Va tenir particular interés per la música electrònica.
L'any 1958, el seu Lexicon de la nova música esdevingué un estàndard.

## Vida i treball
Fred K. Prieberg va estudiar musicologia, història de l'art i psicologia a Friburg de Brisgòvia i va treballar com a autònom (crític musical, treball editorial) a Südwestfunk des de 1953. Va produir reportatges per a moltes emissores de ràdio a Alemanya i també va escriure nombrosos assaigs i llibres sobre política musical i música contemporània. Inicialment es va interessar especialment pel tema "música i màquines" o música electrònica, després va tractar lexicogràficament la nova música de la RDA, l'URSS, Polònia, Hongria, Suècia i Itàlia, abans de centrar-se, finalment, completament en la interacció "música i poder", en particular la de la dictadura nacionalsocialista. Va viure en reclusió als Vosges durant diversos anys, poc abans de morir es va traslladar de nou a Baden.
El 1958 es va publicar el seu lèxic de música nova, que es va convertir en l'obra estàndard com a lèxic personal complet per a la música contemporània del segle XX amb una gran quantitat de ressenyes d'obres, cites de fonts i biografies.
L'extens llibre de butxaca Musik im NS-staat, publicat el 1982, va ser la primera presentació sistemàtica de la història i l'organització de la música sota el nacionalsocialisme i va donar l'impuls per a més investigacions musicològiques sobre el tema, que fins aleshores havia estat tabú. L'autor el va dedicar a Joseph Wulf, que va ser el primer a abordar aquest tema amb la seva obra Music in the Third Reich (1963).
Amb una prova de força. Wilhelm Furtwängler al Tercer Reich (1986) mostra Prieberg el director d'orquestra Furtwängler i el seu paper en el "Tercer Reich" i presenta el seu propi punt de vista crític en relació als (pre)judicis generalitzats. Amb la precisió que caracteritza la seva obra, aquest el treball està formant opinió fins als nostres dies.
A Music and Power (1991) descriu l'ús i l'abús de la música per a interessos estatals i de partit.
A partir de l'any 1951, va recopilar un ampli arxiu privat de música del segle XX en una obra de quatre dècades. Des del 2005 el seu arxiu és administrat per l'Institut Musicològic de la Universitat Christian-Albrechts de Kiel. Inclou una biblioteca amb uns 1.500 volums, 800 suports sonors i 120 arxius amb material biogràfic sobre músics, correspondència original i còpies de documents d'arxius d'Alemanya i de l'estranger, allotjats en 50 metres de prestatgeries. Els documents també inclouen les aproximadament 2.200 fitxes de músics de l'índex de membres del NSDAP que Prieberg ha compilat.
Prieberg va publicar l'avaluació del seu arxiu privat com a recurs electrònic en un CD-ROM com a fitxer PDF sota el títol Handbuch DeutscheMusiker 1933-1945. En 9.570 pàgines, conté al voltant de 5.000 articles personals amb biografies breus (també sobre institucions importants, funcionaris i polítics), correspondència oficial, informes polítics i articles de revistes, així com uns 10.000 títols d'obres del repertori de música aplicada políticament, partitures, antologies de cançons, enregistraments sonors a l'Arxiu de la ràdio alemanya i a l'Annex l'inventari de l'arxiu de música alemanya 1933-1945.

## Premi
El 24 d'abril de 2008, Prieberg va rebre el premi especial de la "Ernst von Siemens Music Foundation" en la categoria "Fundament". A partir de la justificació:
| « | "Des de mitjans de la dècada de 1950, Fred K. Prieberg ha estat un dels publicistes musicals més seriosos i independents del món. El desenvolupament de la nova música després de la guerra va trobar en ell un reporter tan experimentat com més tard l'actual vida musical de la Unió Soviètica, la RDA i Suècia. Les obres més importants de Prieberg tracten la vida musical a l'Alemanya de Hitler i la relació entre la creació musical i els sistemes totalitaris. La Fundació li atorga un premi especial pel treball de la seva vida com a beca científica". | » |

## Citacions
- No hi havia hora zero. Aquest és un invent de certs historiadors. Tot va continuar com abans, només amb un camuflatge més o menys pronunciat. Un bon exemple és la mentida de Karajan sobre unir-se al partit.

- Fred K. Prieberg en conversa amb Tilman Jens per a "Kulturzeit" el 3sat el 9 de març de 2005
- L'absència de persones significa el màxim grau de llibertat.

- Fred K. Prieberg en conversa amb Tilman Jens per a "Kulturzeit" el 3sat el 9 de març de 2005
- L'anomenada 'nova' ortografia contradiu l'educació i la inclinació de l'autor, perquè va ser inventada pels 'reformadors' sense ser escoltada i va ser decretada des de dalt per ministres de cultura inutils i incompetents i cal resistir els inicis, si no és així, arriba al punt que l'Estat va tornar a determinar la versió musical del text. No cal inclinar-se davant països estrangers o dislèxics nacionals, típicament alemanys.

– Fred K. Prieberg: Pròleg al manual Músics alemanys 1933–1945, pàg. 12
- Qualsevol persona que s'ocupi del paper de la música a l'Alemanya nacionalsocialista no pot evitar les publicacions rellevants de Fred K. Prieberg.

– Prof. Bernd Sponheuer: Institut Musicològic de la Universitat Christian-Albrechts de Kiel
- Moltes generacions no podran ignorar el seu manual, certament no superar-lo, com a molt complementar-lo.

– Prof. Jens Malte Fischer: Institut d'Estudis Teatrals de la Universitat Ludwig Maximilians de Múnic

## Obres
- Musik unterm Strich. Panorama der neuen Musik. Alber, Freiburg im Breisgau / München 1956,  Aquest article incorpora text d'una publicació que es troba actualment al domini públic:  Dictionary of National Biography.  Londres: Smith, Elder & Co, 1885–1900. .
- Musik des technischen Zeitalters. Atlantis, Zürich 1956.
- Lexikon der neuen Musik. Alber, Freiburg im Breisgau / München 1958; Neuauflage 1982, ISBN 3-495-47065-4.
- Musica ex machina. Über das Verhältnis von Musik und Technik. Ullstein, Berlin 1960.
Musica ex Machina. (Übersetzung ins Italienische: Paola Tonini). Einaudi, Turin 1963.
- Musik in der Sowjetunion. Verlag für Wissenschaft und Politik, Köln 1965.
- Musik im anderen Deutschland. Verlag für Wissenschaft und Politik, Köln 1968.
- Musik und Musikpolitik in Schweden. Herrenberg, Döring 1976.
- EM – Versuch einer Bilanz der elektronischen Musik. Rohrdorfer Musikverlag, Rohrdorf 1980, ISBN 3-922438-15-6.
- Musik im NS-Staat. Fischer Taschenbuch Verlag, Frankfurt/M. 1982, ISBN 3-596-26901-6.
Neuauflage: Dittrich, Köln 2000, ISBN 3-920862-66-X.
- Kraftprobe. Wilhelm Furtwängler im Dritten Reich. Brockhaus, Wiesbaden 1986, ISBN 3-7653-0370-4.
Trial of strength. Wilhelm Furtwängler and the Third Reich. (Übersetzung ins Englische: Christopher Dolan). Verlag Quartet Books, London 1991, ISBN 0-7043-2790-2. / Verlag Northeastern University Press, Boston 1994, ISBN 1-55553-196-2.
- Musik und Macht. Fischer Taschenbuch Verlag, Frankfurt am Main 1991, ISBN 3-596-10954-X.
- Mißbrauchte Tonkunst. Musik als Machtmedium. dtv, München 1991, ISBN 3-423-04556-6
- Der Komponist Hans Schaeuble: daß ich nicht vertreten bin…; ein biographischer Essay. Mit einem Werkverzeichnis von Chris Walton. Hrsg. von der Hans-Schaeuble-Stiftung. Amadeus, Winterthur 2002.
- Handbuch Deutsche Musiker 1933–1945. PDF auf CD-ROM, Kiel 2004. (2. Edition, Kiel 2009)
Archiv-Inventar Deutsche Musik 1933–1945. (Auskopplung aus dem Handbuch). PDF auf CD-ROM, Kiel 2004. (2. Edition, Kiel 2009)

## Selecció de més publicacions
- Es gibt keine „neue“ Musik. In: Melos. Zeitschrift für zeitgenössische Musik. Schott, Mainz 1954, S. 310ff.
- Honeggers elektronisches Experiment. In: Melos. Zeitschrift für zeitgenössische Musik.  Schott, Mainz 1956, S. 20ff.
- Die Emanzipation des Geräusches. In: Melos. Zeitschrift für zeitgenössische Musik.  Schott, Mainz 1957, S. 9ff.
- Musikbücher. In: Melos. Zeitschrift für zeitgenössische Musik.  Schott, Mainz 1958, S. 91ff.
- Der musikalische Futurismus. In: Melos. Zeitschrift für zeitgenössische Musik.  Schott, Mainz 1958, S. 124ff.
- Italiens elektronische Musik. In: Melos. Zeitschrift für zeitgenössische Musik.  Schott, Mainz 1958, S. 194ff.
- Besuch in Polen. In: Melos. Zeitschrift für zeitgenössische Musik.  Schott, Mainz 1959, S. 43ff.
- Blick auf die Neue Musik mit Zeittafel der Neuen Musik. In: Prisma der gegenwärtigen Musik. Tendenzen und Probleme des zeitgenössischen Schaffens. Hrsg. von Joachim E. Berendt und Jürgen Uhde. Furche, Hamburg 1959.
- García Lorca in der Neuen Musik. In: Melos. Zeitschrift für zeitgenössische Musik. Schott, Mainz 1960, S. 331ff.
- Kunst und staatliche Kontrolle. Beitrag zu einer Diskussion. In: Deutsche Rundschau (Hrsg. v. Jürgen und Peter Pechel). Verlag Deutsche Rundschau, Baden-Baden 1962, 88. Jg., H. 11. novembre 1962.
- Elektronische Musik aus Lochstreifen. In: Melos. Zeitschrift für zeitgenössische Musik. Schott, Mainz 1964, Heft 4, S. 118ff.
- Der junge Schönberg und seine Kritiker. In: Melos. Zeitschrift für zeitgenössische Musik. Schott, Mainz 1964, S. 264ff.
- Imaginäres Gespräch mit Luciano Berio. In: Melos. Zeitschrift für zeitgenössische Musik. Schott, Mainz 1965, S. 158ff.
- Musik als sozialpolitische Erscheinung. Beispiel Schweden. In: Melos. Zeitschrift für zeitgenössische Musik. Schott, Mainz 1972, S. 334ff.
- Zwanzig Fragen an Milko Kelemen. In: Melos. Zeitschrift für zeitgenössische Musik. Schott, Mainz 1974, S. 65ff.
- Schweden – Muster oder Monster des Musiklebens? In: Melos/Neue Zeitschrift für Musik Schott, Mainz 1977, Heft 2, S. 123ff.
- Die Rolle des Musikschaffenden im NS-Staat. In: Aspekte der Musik im NS-Staat. Hrsg. vom AStA der Staatlichen Hochschule für Musik Rheinland (S. Kames und M. Pannes; als Manuskript vervielfältigt), Köln 1984.
- Nach dem „Endsieg“ oder Musik-Mimikry. In: Hanns-Werner Heister, Hans-Günter Klein: Musik und Musikpolitik im faschistischen Deutschland. Fischer Taschenbuch Verlag, Frankfurt/M. 1984, ISBN 3-596-26902-4.
- Vorwort und Anmerkungen zu: Berta Geissmar: Musik im Schatten der Politik. Erinnerungen. Atlantis, Zürich 1985, 4. Auflage, ISBN 3-254-00120-6,
sowie zur Neuauflage unter dem Titel: Taktstock und Schaftstiefel. Erinnerungen an Wilhelm Furtwängler. Dittrich, Köln 2000, ISBN 3-920862-10-4.

## Traduccions de l'anglès i l'americà
- Erle Stanley Gardner: Hubschrauber, Höhlen, Hindernisse: Flug zu den geheimnisvollen Schluchten Kaliforniens. Ullstein, Berlin 1962.
- Joy Adamson: Für immer frei. Ullstein, Berlin 1964.
- Lawrence Langner: Vom Sinn und Unsinn der Kleidung. Mit einem Vorwort von Hans Habe. Ullstein 1964.
- John Fairchild: Magier, Meister und Modelle. Modeschöpfer und Mode-Idole von heute. Lorch, Frankfurt/M. 1967.